# HD 94720
HD 94720，又名BD+23 2279，SAO 81589、HR 4269，是一颗恒星，视星等为6.14，位于銀經216.93，銀緯63.48，其B1900.0坐标为赤經10h 50m 53.8s，赤緯+22° 63.48′ 6″。